# Tifón Surigae
El tifón Surigae, conocido en Filipinas como tifón Bising (designación internacional: 2102, designación JTWC: 02W), fue un poderoso ciclón tropical al este de Filipinas que se convirtió en el ciclón tropical más fuerte del hemisferio norte que se haya formado antes del mes de mayo registrado y uno de los ciclones tropicales más intensos registrados. Surigae, la cuarta depresión tropical, la segunda tormenta con nombre, el primer tifón y el primer súper tifón de la temporada de tifones del Pacífico de 2021, se originó en un área de baja presión al sur de la isla de Woleai, en Micronesia, que se organizó en una depresión tropical el 12 de abril. A las 00 UTC de ese día, se convirtió en una tormenta tropical y la Agencia Meteorológica de Japón (JMA) la nombró Surigae. La formación de un ojo y los vientos crecientes llevaron a la Agencia Meteorológica de Japón (JMA) a convertirlo en una tormenta tropical severa el 13 de abril. La tormenta procedió a fortalecerse gradualmente y, a última hora del 15 de abril, Surigae se convirtió en un tifón. Las condiciones ambientales muy favorables permitieron que Surigae comenzara a intensificarse rápidamente; Al día siguiente, Surigae se convirtió en un súper tifón, y el 17 de abril, la tormenta alcanzó su intensidad máxima, con vientos sostenidos de 10 minutos de 220 km/h (140 mph), vientos sostenidos de 1 minuto de 305 km/h (190 mph), y una presión mínima de 895 hectopascales (26,4 inHg), lo que lo empata con el ciclón Gafilo en el ciclón tropical de abril más intenso jamás registrado. Posteriormente, el debilitamiento del flujo de salida y un ciclo de reemplazo de la pared del ojo hicieron que Surigae se debilitara gradualmente a medida que su trayectoria se desplazaba hacia el norte-noroeste en el Mar de Filipinas. Surigae se convirtió en anular el 19 de abril, luego de un ciclo de reemplazo de la pared del ojo. La alta intensidad y longevidad del tifón contribuyó significativamente al valor récord de la Energía Ciclónica Acumulada (ECA) para abril de 2021 en la cuenca del Pacífico occidental.
Tras el nombramiento de Surigae, se emitieron alertas y advertencias para la isla de Yap en los Estados Federados de Micronesia y también para las islas de Koror y Kayangel en Palaos. Además, se emitieron advertencias para partes de Filipinas a medida que el tifón se acercaba a la nación, con evacuaciones en las regiones orientales de Visayas. La tormenta mató al menos a siete personas y dejó otras 10 desaparecidas, además de causar al menos ₱ 228,8 millones (US$ 4,73 millones) en daños

## Historia meteorológica

### Orígenes y formación

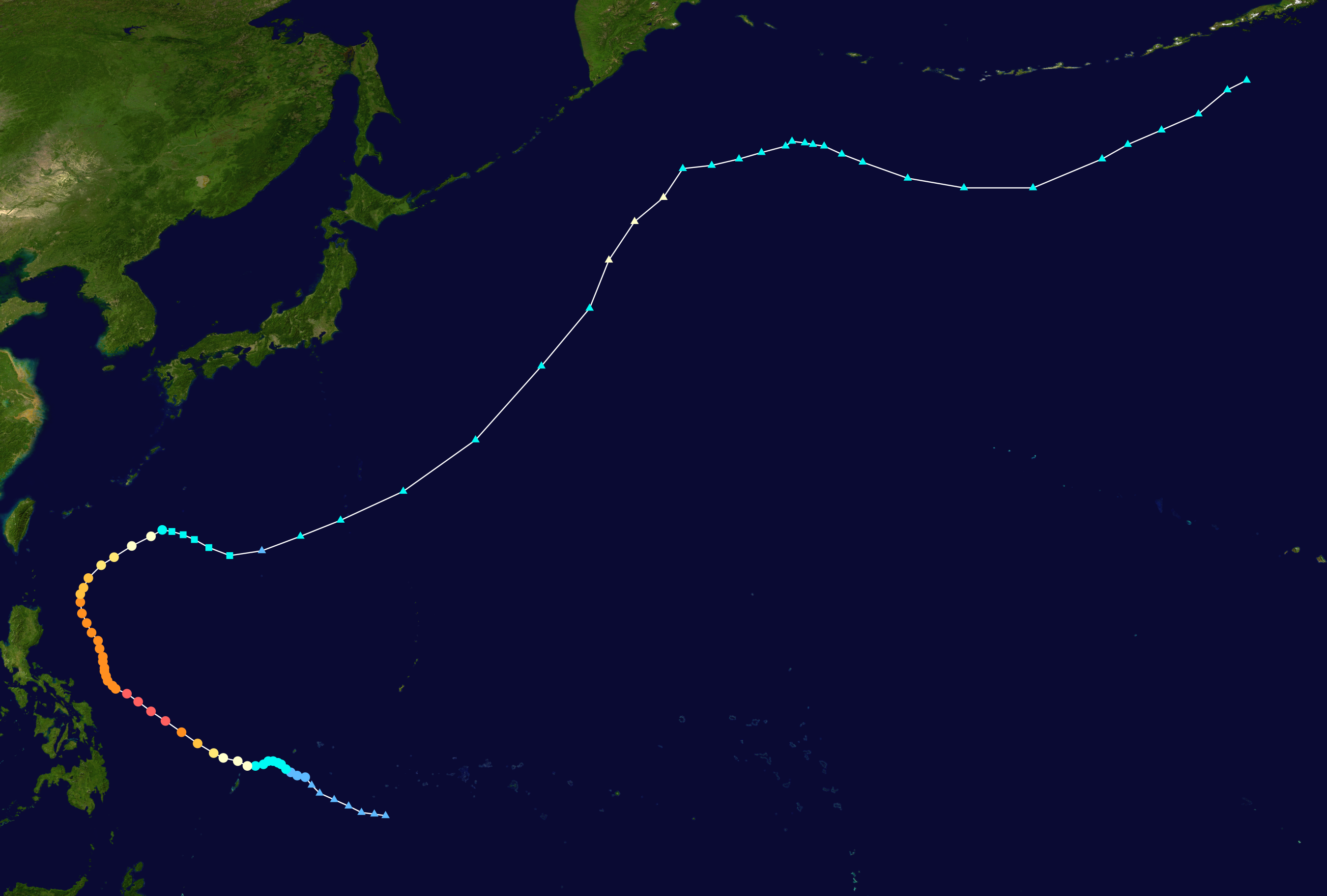
Mapa que traza la trayectoria y la intensidad de la tormenta, de acuerdo con la escala de huracanes de Saffir-Simpson

A mediados de abril de 2021, un área de convección atmosférica asociada con un área débil de baja presión comenzó a persistir aproximadamente a 1.150 km (710 millas) al sur de Guam. Para el 10 de abril, la perturbación había adquirido bandas de lluvia incipientes en un entorno que presentaba una cizalladura del viento baja, temperaturas cálidas de la superficie del mar entre 28 y 29 °C (82 y 84 °F) y una salida de aire bien establecida, lo que propiciaba más ciclogénesis tropical. Continuaron apareciendo lluvias y tormentas eléctricas alrededor de la circulación del viento incrustada dentro de la perturbación. La Agencia Meteorológica de Japón (JMA; por sus siglas en inglés) evaluó la formación de una depresión tropical cerca de 5°N 143°E; En ese momento, el sistema recién designado se movía lentamente de oeste a noroeste alrededor de la periferia sur de un área de alta presión en los subtrópicos. Debido a su pista anticipada en aguas filipinas, la Administración de Servicios Atmosféricos, Geofísicos y Astronómicos de Filipinas (PAGASA) también comenzó a emitir avisos sobre la depresión tropical el 12 de abril. El Centro Conjunto de Advertencia de Tifones (JTWC) emitió una Alerta de Formación de Ciclón Tropical más tarde ese día, proyectando una alta probabilidad de que emerja un ciclón tropical significativo; La agencia también evaluó la perturbación como depresión tropical el 13 de abril.
Una fuerte banda de lluvia a lo largo de los flancos norte de la depresión tropical se volvió prominente y se fusionó cada vez más alrededor de un denso nublado central robusto y en desarrollo. A las 18:00 UTC del mismo día, la Agencia Meteorológica de Japón (JMA) actualizó el sistema a tormenta tropical y lo llamó Surigae. Surigae también fue actualizado a tormenta tropical por el Centro Conjunto de Advertencia de Tifones (JTWC) en las primeras horas del 14 de abril, citando el mismo entorno favorable para el desarrollo a medida que avanzaba el sistema en el Mar de Filipinas.
 La tormenta continuó moviéndose lentamente, a veces permaneciendo casi estacionaria el 14 de abril, y se intensificó gradualmente. Su actividad convectiva se desplazó inicialmente hacia el oeste de su centro de circulación, aunque más tarde el desarrollo de bandas de lluvia y tormentas oscureció el vórtice central. El 15 de abril, la Agencia Meteorológica de Japón (JMA) actualizó Surigae a una tormenta tropical severa. Un ojo formativo se hizo evidente en las imágenes de satélite de microondas de Surigae más tarde ese día.

### Rápida intensificación
Surigae se convirtió en un tifón el 16 de abril, convirtiéndolo en el primer tifón de la temporada de tifones del Pacífico de 2021. La actividad convectiva del tifón se había enrollado fuertemente alrededor de su centro, lo que indica un fortalecimiento adicional. El 16 de abril a las 03:00 UTC, PAGASA le dio el nombre local Bising cuando ingresó al Área de Responsabilidad de Filipinas. El ojo una vez oscurecido se hizo evidente a través del nublado central, precediendo a un período de rápida intensificación a medida que la tormenta atravesaba el oeste-noroeste a través de un entorno propicio. La densa nube central de Surigae se volvió más fría y mejor organizada, con un anillo sólido de nubes muy frías que rodeaban el ojo de 26 km (16 millas) de diámetro. Al mismo tiempo, una vaguada que se acercaba produjo una brecha en la cresta subtropical de alta presión hacia el norte, lo que provocó que Surigae se curvara lentamente hacia el noroeste.
El 17 de abril, la Agencia Meteorológica de Japón (JMA) determinó que la presión barométrica central de Surigae había caído rápidamente a 895 hPa (mbar; 26,43 inHg), cuando la tormenta alcanzó su intensidad máxima, lo que lo convirtió en el tifón de abril más intenso registrado. Sus vientos máximos sostenidos de 10 minutos alcanzaron los 220 km/h (140 mph) según la Agencia Meteorológica de Japón (JMA), mientras que los vientos máximos sostenidos de un minuto alcanzaron los 305 km/h (190 mph)  según el Centro Conjunto de Advertencia de Tifones (JTWC), lo que lo hace equivalente a un súpertifón de categoría 5. en la escala de huracanes de Saffir-Simpson (SSHWS); El Centro Conjunto de Advertencia de Tifones (JTWC) también estimó una presión central mínima de 888 hPa (mbar; 26,22 inHg) para Surigae. La tormenta produjo grandes olas de 23 metros (75 pies) de altura sobre el Pacífico en esta época. Más tarde ese día, Surigae comenzó un ciclo de reemplazo de la pared del ojo, lo que hizo que su ojo se volviera menos aparente y que sus vientos disminuyeran ligeramente. La vaguada al norte de Surigae también impidió la salida del tifón, lo que resultó en una disminución en la favorabilidad ambiental para una mayor intensificación. El 18 de abril, Surigae terminó su ciclo de reemplazo de la pared del ojo. Para el 19 de abril, Surigae adquirió características anulares, con una apariencia simétrica y un ojo grande, que estaba rodeado en gran parte por una gran banda de lluvia.

### Debilitamiento
La prevalencia cercana de aire seco y la afluencia de aguas frías debajo del tifón de movimiento lento hicieron que sus vientos amainaran un poco. Se produjo una reorganización cuando Surigae comenzó a moverse hacia el norte y alejarse de las aguas surcadas, con su gran ojo cada vez menos irregular; Sin embargo, el arrastre adicional de aire seco proveniente de la troposfera media sobre Luzón hizo que la estructura de Surigae se degradara aún más el 21 de abril. Surigae giró hacia el noreste lejos de Filipinas más tarde ese día y se debilitó aún más al entrar en un entorno con fuertes vientos del oeste en la troposfera superior. El ojo que alguna vez fue grande y claro se disipó el 22 de abril, dejando atrás un grupo cada vez más desordenado de lluvias y tormentas eléctricas que se debilitan. Pronto, toda la convección restante se cortó hacia el este a medida que avanzaba sobre las aguas frías. A medida que las tormentas restantes se disiparon, Surigae pasó a ser un ciclón subtropical el 23 de abril debido a la interacción con un canal atmosférico de nivel superior mientras atravesaba un remolino oceánico frío, según el Centro Conjunto de Advertencia de Tifones (JTWC).

## Preparaciones

### Micronesia

#### Yap y Palaos

Bucle de satélite del tifón Surigae en el momento en que alcanzaba la intensidad máxima mientras se acercaba a Filipinas a última hora del 17 de abril de 2021

Debido a la amenaza de la tormenta, se emitió una alerta de tormenta tropical para la isla de Yap y el atolón Ngulu el 14 de abril, donde en la primera, los vientos superaron las 30 mph (48 km/h). Esto se modificó más tarde en una advertencia de tormenta tropical para el atolón Ngulu más tarde ese día.

### Filipinas
Cuando Surigae ingresó al Área de Responsabilidad de Filipinas, PAGASA comenzó a emitir boletines meteorológicos para la tormenta cercana. Los pronósticos iniciales de la agencia sugirieron que era menos probable que la tormenta tocara tierra sobre Luzón, y se esperaba que la tormenta se alejara de Filipinas. El 16 de abril, el Departamento de Transporte de Filipinas suspendió todos los viajes aéreos y terrestres hacia y desde Visayas y Mindanao, solicitados por la Oficina de Defensa Civil, mientras Surigae se acercaba. Se pronosticaron alturas de olas de hasta 4,5 m (14,7 pies) cerca de las costas orientales de Visayas y Mindanao. Para evitar pérdidas agrícolas, el secretario William Dar del Departamento de Agricultura alentó a los agricultores de las regiones de Bicol y Visayas orientales a cosechar sus cosechas ya los pescadores a "abstenerse de pescar cuando las condiciones pudieran empeorar". A las 15:00 UTC (23:00 PHT), la PAGASA comenzó a emitir la señal de viento de ciclón tropical #1 para áreas en Visayas orientales y la región de Caraga y en partes de Luzón seis horas después.
El 17 de abril se levantó la Señal #2 para Catanduanes y toda la isla de Samar. PAGASA también emitió avisos de inundaciones para tres regiones de Visayas y Mindanao. En preparación para las intensas lluvias, la Comisión Nacional de Telecomunicaciones ordenó a las empresas de telecomunicaciones que preparen instalaciones en las áreas afectadas pronosticadas, incluidas estaciones de carga y llamadas gratuitas. En la subsiguiente suspensión de viajes, 2.507 personas y 61 embarcaciones marítimas quedaron varadas en puertos de todo el país. Ya el 17 de abril, comenzó la evacuación preventiva en la región de Bicol y la provincia de Samar, y para el 21 de abril, 169.072 personas fueron evacuadas en el valle de Cagayán, la región de Bicol, Visayas del este y Caraga. Los vuelos en el aeropuerto Daniel Z. Romualdez fueron cancelados el 18 de abril y otros vuelos domésticos también fueron cancelados el mismo día. Todos los vuelos en los aeropuertos de Tacloban también se cancelaron el 18 de abril. Además, ese día también se cancelaron 10 vuelos nacionales en otros lugares. Las actividades escolares y laborales fueron suspendidas en la Región de Bicol hasta el 20 de abril. Se prepararon fondos de reserva por valor de 1.500 millones de dólares (31,05 millones de dólares estadounidenses) para la respuesta a desastres.

## Impactos

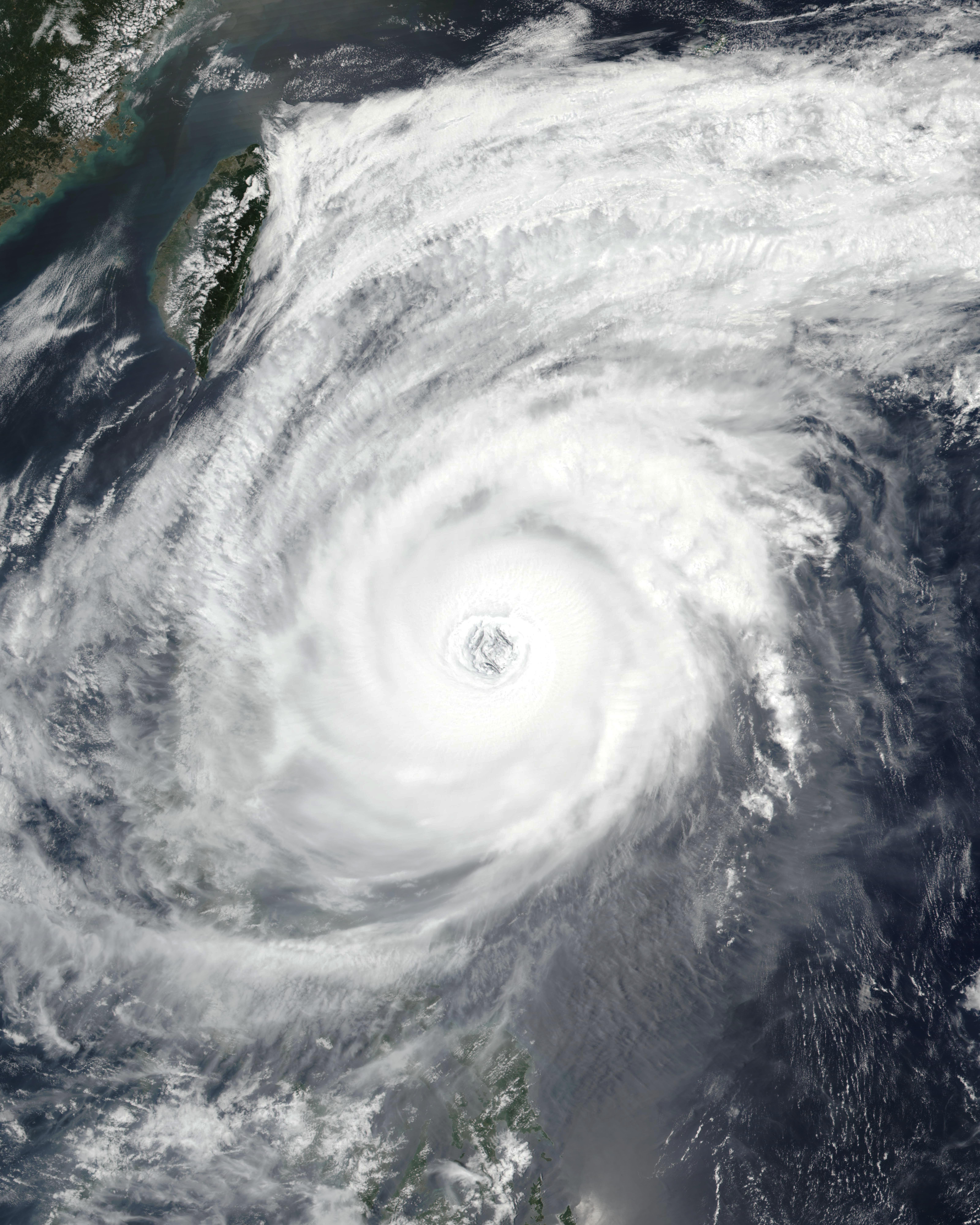
Vista de la imagen del satélite, el tifón Surigae (Bising) como un tifón equivalente a Categoría 4 al este de Filipinas el 21 de abril de 2021. La tormenta también mostraba características anulares en ese momento.

### Indonesia
La influencia de Surigae provocó ráfagas en el norte de Provincia de Célebes Septentrional que alcanzaron las 23 mph (37 km/h). Grandes olas de 13,1 a 19,8 pies (3-6 m) afectaron las aguas costeras de la Regencia de las Islas Sitaro, la Regencia de las Islas Sangihe, las Islas Talaud y el Mar del Norte de las Molucas.

### Estados Federados de Micronesia

#### Palaos y Yap
En algunas partes de Palaos y Yap se produjeron lluvias intensas a nivel local durante varios días. Surigae trajo ráfagas de viento de hasta 80 km/h (50 mph) a 90 km/h (55 mph) a Palaos, provocando cortes de energía en toda la isla. Las grandes marejadas provocadas por la tormenta en desarrollo provocaron inundaciones costeras en Koror y Yap. Se recomendó a los residentes de esas áreas que evitaran las líneas de arrecifes en el norte y el oeste, y que tuvieran cuidado en las playas debido a las corrientes de resaca y las grandes olas.

### Filipinas
Se requirió que cinco personas dentro de un bote fueran rescatadas frente a la costa de la Bahía Pujada debido a las peligrosas condiciones del mar producidas por Surigae. Otro barco con dos pescadores a bordo zozobró durante la medianoche en su camino a la isla de Bantayan, y ambos pescadores tuvieron que nadar de regreso a la costa. El 19 de abril, Surigae obligó al carguero LCU Cebu Great Ocean, que transportaba veinte tripulantes y mineral de níquel, a encallar en la costa de la provincia de Surigao del Norte, en el sur de Filipinas. Al menos cuatro de los tripulantes fueron encontrados muertos, mientras que otros siete fueron rescatados; continúa la búsqueda de los nueve miembros restantes de la tripulación. Las fuertes lluvias de las bandas exteriores de Surigae azotaron las Visayas orientales y la región de Bicol al pasar a unos 345 km (215 millas) al este de Catanduanes. También se informó brevemente sobre una nube en forma de embudo en Camarines Sur. Veintidós barangays se inundaron en Visayas del Este, y en el municipio de Jipapad, la inundación alcanzó los 4 metros (13 pies). Se experimentaron cortes de energía en Visayas centrales y Visayas orientales, y en Samar Oriental, se interrumpió el suministro eléctrico en toda la provincia. 109.815 personas fueron desplazadas por inundaciones y deslizamientos de tierra en la Región de Bicol.
Se han reportado siete muertes. Uno en Southern Leyte y otro en Cebu murieron debido a la caída de cocoteros. Otra persona sigue desaparecida en el norte de Samar. Otros 10 resultaron heridos. 1.022 casas fueron dañadas en la región de Bicol, Visayas del Este y Caraga con 84 totalmente destruidas. Se registraron ₱56,48 millones (US$ 1,17 millones) en daños agrícolas y de infraestructura. 63 ciudades experimentaron cortes de energía, sin embargo, se restableció la energía en 54 de esas ciudades.